# Как я полюбил
«Как я полюбил» (оригинальное название: Maine Pyar Kyun Kiya?, хинди मैंने प्यार क्यों किया, дословный перевод:«Почему я полюбил?») — кинофильм, снятый в Болливуде и вышедший в прокат в 2005 году, ремейк голливудского фильма «Цветок кактуса» (1969). В Индии фильм вошёл в пятёрку хитов года.

## Сюжет
Самир Малхотра (Салман Кхан) — преуспевающий врач, он заботится не только о здоровье своих пациентов, но и в особенности о чувствах своих пациенток, большинство из которых влюблены в него. Единственная женщина, которая стойко противостоит его шарму (или только делает вид) — это его ассистентка Нейна (Сушмита Сен). В её обязанности входит, кроме прочего, следить за любовной картотекой и графиком свиданий своего патрона.
Таким образом, врач разрывается между работой и личной жизнью. А для того, чтобы избежать серьёзных отношений, он говорит всем своим пассиям, что женат. Это продолжается до тех пор, пока он не встречает модель Сонию (Катрина Каиф), которая требует от него всё больше внимания. Наконец, убедившись, что Сония — женщина его мечты, Самир делает ей предложение, но она отказывается, поскольку не хочет сделать несчастной его мифическую жену. Самиру ничего не остаётся, как убеждать её, что «жена» согласна на развод. Для этого он уговаривает Нейну сыграть роль его жены. После этого следует цепочка случайностей, которая всю глубже затягивает Самира в эту игру: племянники Нейны становятся его «детьми», инсценированный на киностудии бракоразводный процесс всерьёз воспринимается его матерью, которая действительно верит, что Нейна её невестка и пытается противостоять разводу. Кроме того, у них под ногами вечно путается сосед Сонии (Сохейл Хан), влюблённый в неё.
Наконец, Самиру удаётся решить все проблемы, но оказавшись перед алтарём, Сония понимает, что он не соответствует её представлениям о хорошем муже. Кроме того, ей становится ясно, насколько Нейна любит Самира. Самир это тоже внезапно понимает и несётся к Нейне, которая вот-вот улетит в Канаду. Он находит её в аэропорту и пытается уговорить её стать его женой, но получает отказ. Оставшись снова один, казанова по привычке вглядывается в толпу, пытаясь найти очередную жертву.

## Разное
- Салман Кхан и Катрина Каиф в реальной жизни являются парой.
- Сушмита Сен завоевала титул Мисс Вселенная в 1994 год.